# 北へ。
『北へ。』（きたへ）は、北海道を舞台としたノベルアドベンチャーゲームシリーズ。開発はレッド・エンタテインメント、販売はハドソン。
1999年3月18日に一作目『北へ。White Illumination』がドリームキャスト用ソフトとして発売。同年8月5日には、その続編『北へ。Photo Memories』が発売。
2003年10月30日にはプラットフォームをPlayStation 2に移した第二作『北へ。〜Diamond Dust〜』が発売、これを原作としたTVアニメ『北へ。〜Diamond Dust Drops〜』も制作された。コミカライズされた『北へ。〜Diamond Dust Drops〜』がコミックガム（ワニブックス）で連載され、単行本化された。
『北へ。〜Diamond Dust〜』の続編として、2004年10月28日に『北へ。〜Diamond Dust + Kiss is Beginning.〜』がPlayStation 2で発売された。
キャラクターデザインはNOCCHIが、ゲーム中の楽曲は「魔訶不思議アドベンチャー!」(『ドラゴンボール』主題歌)を手掛けた池毅が担当している。また、池は後に同社の桃太郎シリーズ（『桃太郎伝説シリーズ』『桃太郎電鉄シリーズ』）の楽曲も手掛けている。

## 北へ。White Illumination
1999年3月18日にハドソンのドリームキャスト用の参入第1弾ソフトとして発売。
セガサターン用ソフト『天外魔境 第四の黙示録』の脚本や、育成散歩計「てくてくエンジェル」の企画を担当した長山豊がシナリオを手掛けている。
夏休みを利用し、14日間の北海道旅行に出かけた高校2年生の主人公が、親戚である春野琴梨の案内で、北海道の観光地をめぐり8人の女の子たちに出会う。
本作は同時期に行われていた北海道活性化キャンペーン「MOVE ON北海道＝北からの声かけ運動」に協賛しており、北海道の各機関からの協力を得ているのが特徴である。実在するお店やレストランなどが実名で登場する。北海道に到着した日に、琴梨からガイドブックを渡される。この本に本作のロケーション撮影に使用した場所も含めて、各デートスポットの細かい紹介が載っている。
発売目前のPR活動では、ツアーを組んで、札幌に東京からのギャルゲーファンたちを集めて記念イベントを行ったり、生チョコレートに本作のロゴステッカーを張って売り出したりした。

### システム
ストーリー的には夏編と冬編に分かれていて、夏編でヒロインと仲良くなり、冬編(4日間)で告白に至るという流れになっている。
システムは通常のアドベンチャータイプのギャルゲーを踏襲しており、従姉妹の琴梨の家についた後、琴梨の家をベースに日々を送りながら、選択肢を選ぶことによって各ヒロインのシナリオに分岐することになる。
「北へ」は、"「大好き」って言いたい、言われたい…"という気持ちをメインテーマに、人との触れ合いや心の交流が体験できるトラベルコミュニケーションゲーム。主人公は東京に住む高校2年生。夏休みと冬休みの2回、ゲームの舞台となる北海道を訪れることになる。特徴としてはC.B.S.（コミュニケーション・ブレイク・システム）というシステムが使われていることで、ヒロインと会話中にある特定のタイミングでボタンを押すことによって、主人公の側からアクションをしかけることができる。
また、UFOキャッチャーやテニスゲームなどのミニゲームがある。
1回目のプレイでは会話がスキップできない。

### 登場人物

#### メインキャラクター
春野 琴梨（はるの ことり）
声：千葉紗子
誕生日 : 9月3日（15歳）　星座：乙女座　学年：高校1年生　身長：152cm　体重：42kg　血液型：O型　趣味：料理
札幌在住。主人公の親戚で、札幌市内の大里高校に通う高校1年生。親友の川原鮎と同じテニス部に所属。料理が得意で洗濯や掃除が好きという家庭的。10年ぶりに再会した主人公のことを今でも「お兄ちゃん」と呼んでいる。
ターニャ・リピンスキー
声：坂本真綾
誕生日 : 11月27日（16歳）　星座：射手座　職業：ガラス職人　身長：158cm　体重：45kg　血液型：A型　趣味：散歩
小樽のガラス工房に勤める16歳のロシア人。ナホトカ生まれの少女で、義父に亡き父親の思い出を壊されたのを機に単身来日した。本来、姓は女性のため「リピンスカヤ」となるが、父親の生きた証が欲しいという思いから男性形の「リピンスキー」を名乗っている。心臓に持病を持っているが、毎日小樽の地獄坂を登っていることを匂わせる設定があり侮れない一面を持っている。
椎名 薫（しいな かおる）
声：榊原良子
誕生日：10月25日（24歳）　星座：さそり座　職業：大学院の研修医　身長：164cm　体重：49kg　血液型：O型　趣味： ドライブ、読書（ミステリーもの）
札幌市内にある北海大学の付属病院に勤務している研修医。小さい頃体が弱かったため、医師になろうと決意した。ミステリー小説を読むのが趣味。冷静で落ち着いた性格。休日には、愛車のフィアット・バルケッタでドライブをする。
桜町 由子（さくらまち ゆうこ）
声：南央美
誕生日 : 7月5日（20歳）　星座：蟹座　職業：自衛官　身長：173cm　体重：55kg　血液型：B型　趣味：カメラ
千歳にある航空自衛隊に勤務する20歳。バイクとカメラが趣味。サービス精神が旺盛で、細かいことを気にしない豪快な性格。趣味のカメラは、写真を撮ることよりもメカとしての機能に惚れこんでいる。
愛田 めぐみ（あいだ めぐみ）
声：大谷育江
誕生日：5月19日（15歳）　星座：牡牛座　学年：中学3年生　身長：143cm　体重：35kg　血液型：O型　趣味：絵葉書集め
美瑛に住む中学3年生。春野琴梨とはいとこ同士。両親が経営する牧場の一人娘。小学校までは東京に住んでいた。
川原 鮎（かわはら あゆ）
声：広橋佳以
誕生日：1月27日（15歳）　星座：水瓶座　学年：高校1年生　身長：155cm　体重：48kg　血液型：AB型　趣味：カラオケ
大里高校に通う高校1年生。親友の春野琴梨と同じテニス部に所属。実家はすすきのでお寿司屋さんを営む。子どもの頃に歌を褒められて以来、歌手になる夢を持つようになった。
左京 葉野香（さきょう はやか）
声：川澄綾子
誕生日：4月2日（17歳）　星座：牡牛座　学年：高校2年生　身長：165cm　体重：50kg　血液型：B型　趣味：なし
札幌市内にある猪狩高校の2年生。兄はすすきのにあるラーメン屋を経営。ストレートの黒髪ロングヘアで目が悪くないのにもかかわらず眼帯をかけている。内面は素直で純粋な性格であり普段は機嫌が悪そうで反抗的な態度を見せている。突っ張ってはいるが驚異的な照れ屋であり、最初のうちはただの不良にしか見えない。本人は否定しているが編み物が得意。
里中 梢（さとなか こずえ）
声：豊口めぐみ
誕生日：7月29日（17歳）　星座：獅子座　学年：高校2年生　身長：154cm　体重：50kg　血液型：AB型　趣味：コスプレ、ゲーム、パソコン通信
大里高校の2年生。テニス部の幽霊部員。琴梨と鮎とはテニス部の1年先輩。アニメや特撮が好きで、ゲームやパソコンに熱中している。同人誌を作ったりコスプレをするのが趣味。お嬢様育ちのため、わがままなところがある。将来はゲームデザイナーになりたいという夢がある。

#### サブキャラクター
春野 陽子（はるの ようこ）
声：佐久間レイ
春野琴梨の母親。札幌市平岸にあるテレビ局で構成作家をしている。
愛田 里子（あいだ さとこ）
声：土井美加
愛田めぐみの母親。
愛田 耕作（あいだ こうさく）
声：立木文彦
愛田めぐみの父親。東京でゲームデザイナーをしていたが、脱サラして現在は美瑛で牧場を経営。春野陽子の兄。
けあふりぃ
声：千葉繁
里中梢のネット仲間。
蒼き月の夜（あおきつきのよる）
声：三木眞一郎
里中梢のネット仲間。猪狩高校の2年生。

### スタッフ
- 企画・原作/総合プロデュース: 広井王子（RED）
- 監督：竹部隆司
- キャラクターデザイン: NOCCHI（RED）
- 脚本：長山豊
- 演出：安部知也
- 美術監督：角谷篤志
- 音楽：池毅
- スーパーバイザー：大里幸夫、猪狩寛

### CD
北へ。（「北へ。White Illumination」メインテーマソング）
歌：Four Seasons（春野琴梨、愛田めぐみ、里中梢、川原鮎） （メディアファクトリー ZMDZ-155）
北へ。WHITE ILLUMINATION PURE SONGS and PICTURES（MIL-CD）
（メディアファクトリー ZMCZ-656）
MOVE ON!（「北へ。Photo Memories」テーマソング）
歌：Four Seasons（メディアファクトリー ZMCZ-1014）
「北へ。」X'MasCD 愛しのスノーマン
（メディアファクトリー ZMCZ-1051）

### 書籍
LITTLE WHITE―「北へ。」FASHION BOOK
原画集。（メディアファクトリー ISBN 488991904X）
小説 北へ。いつか出会うあなたに……
著：九頭竜郁流（電撃ゲーム文庫 ISBN 4840213690）

### ラジオ
『Dreamcastアワー 北へ。White Illumination』（ドリームキャスロアワーきたへホワイトイルミネーション）として、文化放送制作で放送されたアニラジ番組。
パーソナリティ：大谷育江、千葉紗子
放送時間
- 1998年8月 - 9月（10月1週）金曜日 25:00 - 25:30
- 1998年10月 - 1999年3月（4月1週）土曜日 22:30 - 23:00
- 1999年4月 - 1999年9月（10月1週）金曜日 24:00 - 24:30

1998年10月から1999年3月にかけての半年間はSTVラジオ（土曜日 23:00 - 23:30）ABCラジオ（火曜日 25:10 - 25:40）でもネットされた。
| 文化放送 金曜25:00 - 25:30枠 | 文化放送 金曜25:00 - 25:30枠                                        | 文化放送 金曜25:00 - 25:30枠                                          |
| 前番組 | 番組名                                                              | 次番組                                                                |
| --- | ------------------------------------------------------------------- | --------------------------------------------------------------------- |
| 銀河お嬢様電波ユナラジオ （1998年4月 - 6月） ↓ HUDSON PRESENTS レディオ・ブルー （1998年7月3日 - 7月24日）                        | Dreamcastアワー 北へ。White Illumination （1998年8月7日 - 10月2日） | 石川英郎と森久保祥太郎のあんずジャム （1998年10月9日 - 1999年4月2日） |
| 文化放送 土曜22:30枠 |                                                                     |                                                                       |
| 佐竹・林原の無法塾 （1998年4月 - 9月）                                                                                            | Dreamcastアワー 北へ。White Illumination （1998年10月 - 1999年3月） | 超機動放送アニゲマスター （1999年4月 - 2004年3月27日） ※21:30 - 23:00 |
| 文化放送 金曜24:00 - 24:30枠 |                                                                     |                                                                       |
| かっぺー・れーこのぴゅあぴゅあ!あいらんど （1998年7月10日 - 10月2日） ↓ かきくけ喜久子のさしすせSonata （1998年10月 - 1999年3月） | Dreamcastアワー 北へ。White Illumination （1999年4月 - 1999年9月）  | m.c.kids ↓ ホンダ・ストリート・ギャグンゴォ！                         |

### サウンドクリップ
北へ。Pure Session
2000年に発売されたオリジナルビデオ作品。テーマソング他人気楽曲4曲に、オリジナルアニメーションを配した「北へ。」版ミュージッククリップとなっている。
楽曲
「北へ。」
作詞 - 広井王子 / 作曲・編曲 - 池毅 / 歌 - Four Seasons（春野琴梨、愛田めぐみ、川原鮎、里中梢）
「恋のダンシング」
作詞 - 広井王子 / 作曲・編曲 - 池毅 / 歌 - 春野琴梨
「タイクツとユウウツ」
作詞 - 長山豊 / 作曲・編曲 - 池毅 / 歌 - ターニャ・リピンスキー
「MOVE ON!」
作詞 - 長山豊 / 作曲・編曲 - 池毅 / 歌 - Four Seasons（春野琴梨、愛田めぐみ、川原鮎、里中梢）
スタッフ
- 原案・総監修 - 広井王子
- ディレクター - 家入多佳文
- 監督・絵コンテ - 加瀬充子
- 演出 - 鈴木利正（「北へ。」・「タイクツとユウウツ」）、米田光宏（「恋のダンシング」・「MOVE ON!」）
- キャラクターデザイン - NOCCHI
- アニメーションキャラクターデザイン・総作画監督 - 高橋英樹
- 作画監督 - 小原充（「北へ。」・「タイクツとユウウツ」）、伊藤良明（「恋のダンシング」）、佐藤陵（「MOVE ON!」）
- 美術デザイン - 成田偉保
- 総美術監督 - 小倉一男
- 美術 - 小倉一男（「北へ。」・「タイクツとユウウツ」）、橋本和幸（「恋のダンシング」・「MOVE ON!」）
- 色彩設定 - 三橋曜子
- 撮影監督 - 小澤次雄
- 編集 - 植松淳一
- 音響監督 - 三間雅文
- プロデューサー - 小栗丈知、萩野健司、市万田俊也
- エグゼクティブプロデューサー - 香山哲
- アニメーション制作協力 - シャフト
- アニメーション制作 - Studio D VOLT
- 製作・著作 - メディアファクトリー

### 北へ。Photo Memories
1999年8月5日にドリームキャスト用ソフトとして発売された。イラスト集と、前作から半年後を描いたミニアドベンチャーゲームを収録。
初回限定版はトレーディングカード入り。

## 北へ。〜Diamond Dust〜
「White Illumination」の続編として、2003年10月30日にPlayStation 2で発売。「White Illumination」の数年後という設定であるが、ラジオなどで一部のキャラクターの動向が伝えられているのみで前作のキャラクターは登場しない。初回出荷分のみピクチャーレーベル仕様。
大学生の主人公が夏休みを利用して、北海道の各所に散っている（函館市・札幌市・旭川市・帯広市・北見市）友人たちの元に遊びにいくというストーリーで、旅立った先で主人公は女の子と知り合い、恋をする。

### システム
夏編で意中の女の子と仲良くなり、冬編で結ばれるという構成は前作と変わらないが、その他では大幅に変更が加えられている。
主人公は大学生、父親の愛車ミニクーパーを借りて北海道を回っていることから、北海道内を自動車でめぐり観光地や飲食店など目的地に着いては散策するというものとなっている。ただし、マップの上を点が進んでいく形状のものであり、移動中の実際の風景も表示されない。時間と金銭の概念があり、移動する距離が長ければ長いほど大きく消費する。予算を使い果たしてしまうとゲームオーバーとなる。
夏編の期間は30日間であり、その間で攻略できないと強制的に帰宅となりゲームオーバーになる。冬編はある程度強制進行であり、選択肢はCG差分や順路の微妙な変化などの意味しか持たず、冬編に入れば事実上エンディングは確定する。また1プレイの中で道の駅70か所すべてを巡ったり、友人5人の家すべてに行ったりすることで、異なったエンディングとなる。
居候する友人の家をベースにして地域を回っていく展開であるが、一番の特徴は泊まりにいく友人を選択した時点で攻略するヒロインがほぼ決まってしまうという点である。ヒロインとヒロインとの間に接点がなく、持つ機会もない（一応1イベントだけヒロイン同士が絡むイベントもある）。このため主人公とヒロインの一対一でストーリーが進行していくことになる。
C.B.S.が簡略化されている他、ミニゲームもない。

### 登場人物

#### ヒロイン
茜木 温子（あかねぎ あつこ）
声：石原絵理子
誕生日：8月2日。年齢：21歳。血液型：O型。星座：獅子座。身長：155cm。
函館朝市にある鮮魚店の看板娘。母親の手伝いをしている。見た目は女子高生か女子中学生といったところなのだけれど立派に成人している。明るくて豪快な人物で、誤ってイカ入り発泡スチロールをぶっかけるというぶっとんだ主人公との出会い方をする。名前にちょっとしたコンプレックスをもっている他、ジャズが好きという一面も持つ。
朝比奈 京子（あさひな きょうこ）
声：能登麻美子
誕生日：2月5日。年齢：22歳。血液型：B型。星座：水瓶座。身長：162cm。
札幌に住んでいる映画監督志望の女子大生。ワンレンのロングヘアに眼鏡という外見。監督しての才能はあるが我の強さから周囲からは浮いている。ハリウッドからスタッフとしてオファーが来ているが、主人公と離れることに抵抗があった。主人公と一緒に過ごすうちに、人付き合いの大切さに気づくようになる。なお、料理は「恨みでもある？」と主人公に言わしめるほど下手である。
北野 スオミ（きたの スオミ）
声：天瀬まゆ
誕生日：10月1日。年齢：18歳。血液型：B型。星座：天秤座。身長：157cm。
日本人の父親と、フィンランド人の母親の間に生まれたハーフの少女。旭川の親戚の家でホームステイしている。一見するとクールなように見えるが中身は天然ボケ、微妙に間違えた日本語を話す。元フィギュアスケートのオリンピック候補だったが、ケガをしてその世界から姿を消す。主人公と出会って、自分にとってスケートがどれだけ大切だったかを思い出していく。
原田 明理（はらだ あかり）
声：渡辺明乃
誕生日：2月23日。年齢：18歳。血液型：O型。星座：魚座。身長：150cm。
母親は小さい頃に死亡、父親は砂金を探すのに夢中で定職につかず貧乏であるが、それでも自分の境遇に不幸とは思わずに柳月でバイトしながらパティシエを目指す帯広在住の少女。
白石 果鈴（しらいし かりん）
声：高橋裕子（現高梁碧）
誕生日：6月23日。年齢：16歳。血液型：A型。星座：蟹座。身長：148cm。
北見在住の白石満の妹。自然気胸で長期の入院生活を送っている。年齢よりも子供っぽくて甘えたがりな性格のため手術を拒んだ。明るいが思うように動かせない身体にいらだちを覚えている。このため主人公は動けない果鈴の代わりに旅先で撮った映像を写メールで送るようになる。童話を書くのが趣味で、その作品は高い評価を得ている。主人公に勇気づけられた彼女は、自分の弱さと向き合って手術を受ける決心をする。そして手術は成功し、病気を克服した彼女は元気を取り戻した。
催馬楽 笙子（さいばら しょうこ）
誕生日：8月11日。年齢：29歳。血液型：O型。星座：獅子座。身長：165cm。
声：高乃麗
隠しヒロイン。札幌のFMラジオ番組「カプチーノ・ブレイク」のDJ。多趣味で博識、運動神経も抜群であり周囲から頼られがちなキャリアウーマン風の女性。自分の悩みを人に打ち明けることができずストーカー被害に遭っても、黙っているしかなかった。
まふゆ
誕生日：6月29日。年齢：22歳。血液型：AB型。星座：蟹座。身長：173cm。
声：皆川純子
隠しヒロイン。札幌・ススキノでホステスをしている女性。彼女には重大な秘密がある。

#### 主人公の友人たち
佐々木 秀典（ささき ひでのり）
声：高戸靖弘
函館に住んでいる教員志望の友人。小太りで眼鏡をかけている。
森永 冬真（もりなが とうま）
声：皆川純子
札幌に住んでいる高校時代からの親友。かなりの美形で高校時代はもてていた。穏やかでいやみなところがまったくない人物。画家の母親と2人暮らし。
前原 啓介（まえばら けいすけ）
声：中井将貴
旭川に住んでいる医者志望の友人。家がかなり裕福で、おぼっちゃんらしいわがままなところがあるが、彼のおせっかいに主人公は助けられることになる。ジャンケンが苦手。酒にも弱い。
大野 誠（おおの まこと）
声：太田勝弘
帯広に住む獣医志望の友人。性格はかなり大雑把だが、意外と人への気配りができるという評価も。彼が明理に一目惚れしたことがきっかけでストーリーが始まるが、諦めるのも早かった。
白石 満（しらいし みつる）
声：河本邦弘
北見工業大学に通う果鈴の兄。果鈴からはその時の気分で「お兄ちゃん3号」からそれ以下まで評価が乱高下するが懐かれている。果鈴に対しては突き放しているように見えるが、その裏では生活費と果鈴の入院費用捻出のために働いている。ある意味では主人公も含めた友人グループの中では一番の大人。次作「Kiss is Beginning.」では自動車部の部長としてソーラーカーレースの大会に出場する。

### 主題歌
オープニングテーマ「なんとなく北へ」
歌：ファイブスピリッツ
エンディングテーマ「世界中ヲダキシメテ」
歌：石原絵理子、渡辺明乃、高橋裕子、能登麻美子、天瀬まゆ、皆川純子、高乃麗

### 関連商品
- 北へ。〜Diamond Dust〜 Original Soundtrack
- 北へ。〜Diamond Dust〜 Memorial Songs（2004年1月21日）

### ラジオ
『tryme.jp/今夜もはてぃはてぃ』は、文化放送で2003年4月13日より毎週日曜日の23:30 - 24:00、BSQRでは4月17日より毎週木曜日 20:00 - 20:30に放送されたラジオ番組である。『北へ。～Diamond Dust～』の情報を公開。
パーソナリティ：川澄綾子、渡辺明乃、柊瑠美、松本みなみ（グラビアアイドル）の4人。
| 文化放送 日曜23:30 - 24:00枠                  | 文化放送 日曜23:30 - 24:00枠                              | 文化放送 日曜23:30 - 24:00枠                               |
| 前番組                                        | 番組名                                                    | 次番組                                                     |
| --------------------------------------------- | --------------------------------------------------------- | ---------------------------------------------------------- |
| .hack//Radio                                  | tryme.jp/今夜もはてぃはてぃ                               | tengai.jp/今夜もはてぃはてぃ                               |
| BSQR489 木曜20:00 - 20:30枠                   |                                                           |                                                            |
| .hack//Radio （2002年4月11日 - 2003年4月3日） | tryme.jp/今夜もはてぃはてぃ （2003年4月17日 - 2003年7月） | tengai.jp/今夜もはてぃはてぃ （2003年7月 - 2003年10月4日） |

### 北へ。〜Diamond Dust + Kiss is Beginning.〜
北へ。〜Diamond Dust〜 の続編として2004年10月28日にPlayStation 2で発売された。ミニシナリオが用意されている他、クリアデータを引き継ぐことで、前作のイベント映像などを見ることが出来る。
シナリオは「エンディングとエピローグの間を描く」のがテーマで、基本的にはヒロインとの再会とその後が描かれるのだが、選択肢次第では破局してしまったりもする。難易度は高め、また二通りのストーリーが用意されている。